# فاليدولمو
فاليدولمو (بالإيطالية: Valledolmo)‏ هي بلدية في مقاطعة باليرمو في صقلية الإيطالية.

## السكان
في سنة 1861 بلغ عدد السكان 6٬854 نسمة، وتطور العدد ليصل في سنة 2011 لـ 3٬747 نسمة.
يظهر هذا المخطط البياني تطور النمو السكاني لـ فاليدولمو